# شعب منصور (النادرة)
شعب منصور محلة تابعة لقرية نفيع، التابعة لعزلة الفجرة بمديرية النادرة إحدى مديريات محافظة إب في الجمهورية اليمنية، بلغ تعداد سكانها 35 حسب تعداد اليمن لعام 2004.